# Anthony Armstrong
Anthony Armstrong, pseudonimo di George Anthony Armstrong Willis (Esquimalt, 2 gennaio 1897 – Midhurst, 10 febbraio 1976), è stato uno scrittore canadese naturalizzato britannico.

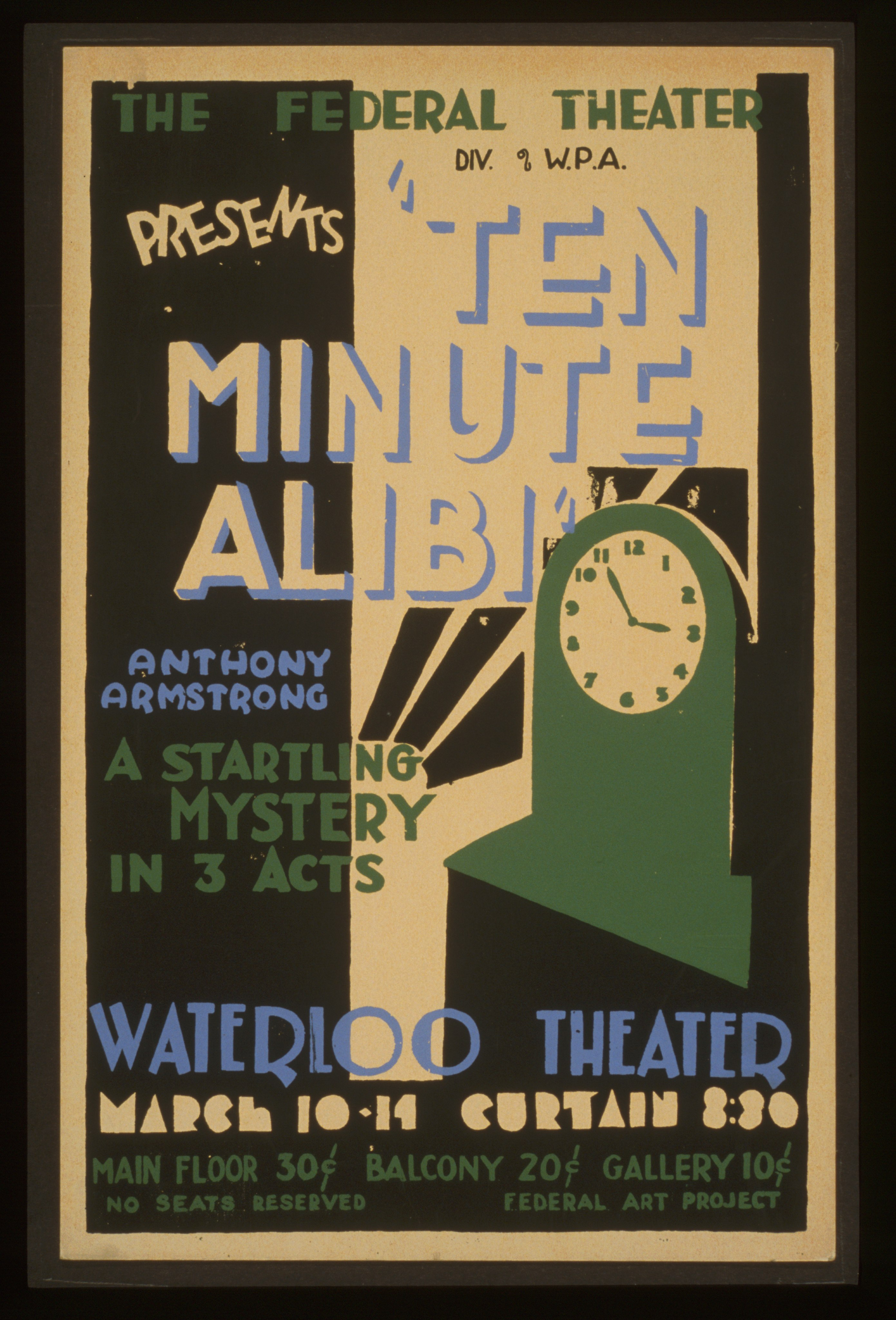
Poster di Ten Minute Alibi

Collaboratore di Punch e di The New Yorker, è noto per aver scritto Ten Minute Alibi (1933), adattato nell'omonimo film del 1935. È autore del soggetto dei film The Man in the Road (1956) e L'uomo che uccise se stesso (1970) e dell'episodio Il caso del signor Pelham di Alfred Hitchcock presenta, oltre aver lavorato alla sceneggiatura di Giovane e innocente, diretto da Alfred Hitchcock.